# David Hall (atleta)

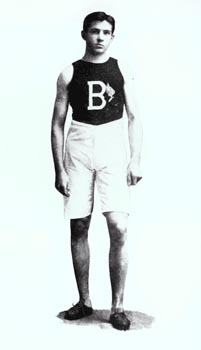
David Hall (atleta) Olímpico en los juegos olímpicos de Paris 1900

David Connolly "Dave" Hall (Sherbrooke, Quebec, 1 de mayo de 1875 - Seattle, Washington, 27 de mayo de 1972) fue un atleta estadounidense que corrió a finales del siglo XIX y que era especialista en las carreras de media distancia.
En 1900 tomó parte en los Juegos Olímpicos de París, en la que ganó la medalla de bronce en la carrera de los 800 metros, al quedar por detrás del británico Alfred Tysoe y el estadounidense John Cregan. En semifinales estableció un nuevo récord olímpico en esta prueba, con un tiempo de 1 '59.0 ", pero en la final no pudo revalidar esta buena marca.
También disputó la carrera de los 1500 metros, donde acabó en cuarta posición.

## Grandes marcas
•	800 metros. 1' 59.0", el 1900
•	1500 metros. 4' 09.2, el 1900